# Троицкий сельсовет (Краснополянский район)
Троицкий сельсовет — упразднённая административно-территориальная единица, существовавшая на территории Московской губернии и Московской области до 1954 года.
Троицкий сельсовет был образован в первые годы советской власти. По данным 1924 года он входил в состав Коммунистической волости Московского уезда Московской губернии.
23 ноября 1925 года из Троицкого с/с был выделен Новосельцевский сельсовет.
По данным 1926 года в состав сельсовета входили село Троицкое, деревня Новоалександрово, посёлок Александрово, 3-й агропункт, завод бывш. Кандрашена и инвалидный дом «Новый путь».
В 1929 году Троицкий с/с был отнесён к Коммунистическому району Московского округа Московской области.
7 января 1934 года из Новосельцевского с/с в Троицкий была передана деревня Поведники.
27 февраля 1935 года Троицкий с/с был передан в Мытищинский район.
4 января 1939 года Троицкий с/с был передан в новый Краснополянский район.
14 июня 1954 года Троицкий с/с был упразднён. При этом его территория была передана в Виноградовский с/с.